# Pseudocrangonyx
Pseudocrangonyx är ett släkte av kräftdjur. Pseudocrangonyx ingår i familjen Pseudocrangonyctidae.
Pseudocrangonyx är enda släktet i familjen Pseudocrangonyctidae.
Kladogram enligt Catalogue of Life:
| Pseudocrangonyx | \| \| Pseudocrangonyx asiaticus \| \| \| \| \| \| Pseudocrangonyx shikokunis \| \| \| \| |
|                 | \| \| Pseudocrangonyx asiaticus \| \| \| \| \| \| Pseudocrangonyx shikokunis \| \| \| \| |
|                 | Pseudocrangonyx asiaticus                                                                |
|                 |                                                                                          |
|                 | Pseudocrangonyx shikokunis                                                               |
|                 |                                                                                          |